# Christian Tetzen-Lund
Christian Tetzen-Lund (17. januar 1852 – 7. marts 1936) var en dansk forretningsmand (grosserer) og kunstsamler.
I 1910 afhændede han en samling af ældre kunst for derefter at koncentrere sig om at samle på moderne skandinavisk og fransk kunst. Hans betydelige samling af impressionister, Paul Cézanne, Henri Matisse, Pablo Picasso, Henri Rousseau og André Derain var, begyndende i 1917, genstand for besøg af samtidens danske kunstnere. Hans samling blev solgt på auktion i 1925, og nogle af hans værker kom via kunstsamleren Johannes Rump senere til Statens Museum for Kunst.
Grossereren ejede ca. 20 værker af Derain, og det værk af André Derain, Paysage à l'Estaque (1906), der var centrum i sagen om et bedrageri udført af en tidligere direktør for Ellekilde Auktioner A/S, var ejet af Tetzen-Lund 1917-18.
Den meget velhavende Tetzen-Lund havde en sommervilla i Julebæk (brændt 1963), som blev tegnet af Henri Glæsel. I 1916 blev et lysthus tilføjet ved Sven Risom.